# Antonio Seffusatti
Antonio Seffusatti (Torino, 26 settembre 1930 – 30 gennaio 2000) è stato un calciatore italiano, di ruolo centrocampista.

## Carriera
Gioca due stagioni con il Padova in Serie A disputando 2 partite nella prima stagione e una partita nella seconda. Debutta contro il Juventus nel 1956. L'ultima partita con il Padova la disputa invece contro il SPAL nel 1957.